# Вікторія Ву
Вікторія Ву (англ. Victoria-Kayen Woo, нар. 15 жовтня 1997, Ла-Саль, Онтаріо) — канадська гімнастка. Призерка Панамериканських ігор.

## Біографія
Народилась у Ла-Саль, Онтаріо, в родині Біллі Ву та Маріс Ронда. Молодша сестра Роуз Ву була членкинею збірної Канади зі спортивної гімнастики на Олімпійських іграх 2016 в Ріо-де-Жанейро, Бразилія.
Отримала стипендію університету штату Огайо в США з серпня 2016 року, але вирішила залишитися вдома для продовження спортивної кар'єри. Зараз навчається в Університет Конкордія, Монреаль (Квебек).
На змагання возить з собою плюшевого ведмедика та щасливу рожеву ковдру.

## Спортивна кар'єра
Побачила спортивну сторінку газети та вмовила батьків відвести на спортивну гімнастику, коли було три роки.

#### 2019
На Панамериканських іграх в Лімі здобула срібло в командній першості.
На чемпіонаті світу 2019 року у командному фіналі разом з Еллі Блек, Бруклін Мурс, Шелон Олсен та Енн-Марі Падурару посіли сьоме місце, що дозволило здобули командну олімпійську ліцензію на Літні Олімпійські ігри 2020 у Токіо, Японія. 

## Результати на турнірах
| Рік  | Змагання             | КБ | ІБ | Опорний стрибок | Різновисокі бруси | Колода | Вільні вправи |
| ---- | -------------------- | -- | -- | --------------- | ----------------- | ------ | ------------- |
| 2014 | Чемпіонат світу      | 12 |    |                 |                   |        |               |
| 2015 | Панамериканські ігри | 2  |    |                 |                   | 3      |               |
| 2015 | Чемпіонат світу      | 6  |    |                 |                   |        |               |
| 2019 | Панамериканські ігри | 2  |    |                 |                   |        |               |
| 2019 | Чемпіонат світу      | 7  |    |                 |                   |        |               |